# El Palauet (Palafolls)
El Palauet és una obra de Palafolls (Maresme) inclosa a l'Inventari del Patrimoni Arquitectònic de Catalunya.

## Descripció
Edifici que va ser dissenyat com un cercle de 66 m de diàmetre amb un quadrat inserit a l'interior. Aquest cercle està dividit en dues parts iguals: una constitueix un recinte a l'aire lliure, i l'altra un pavelló. A l'exterior hi ha un jardí rectangular. El que destaca d'aquest edifici és la coberta, que l'arquitecte recuperà del Palau Sant Jordi. Es tracta d'un pla ondulat aguantat pels extrems. Es combina una volta rebaixada a la banda perimetral i una mitja cúpula a la zona central. La superfície queda resolta mitjançant una malla recolzada horitzontalment en el perímetre del recinte cobert, mentre que al pla vertical hi ha un mur vidrat. El pla de la coberta queda plegat en tres punts orientats al nord, tot deixant escletxes que deixen entrar la llum natural.
El poliesportiu Palauet té una capacitat per a 300 persones.

## Història
Pavelló construït per Arata Isozaki, el mateix arquitecte japonès que dissenyà el Palau Sant Jordi de Barcelona; de fet, s'anomenà “Palauet” per les seves semblances amb el pavelló barceloní.